# Serica granulosa
Serica granulosa är en skalbaggsart som beskrevs av Blanchard 1850. Serica granulosa ingår i släktet Serica och familjen Melolonthidae.
Artens utbredningsområde är Madagaskar. Inga underarter finns listade i Catalogue of Life.